# Мванги, Меджа
Ме́джа Мва́нги (англ. Meja Mwangi; род. 27 декабря 1948, Нанюки) — кенийский писатель, крупнейший — наряду с Нгуги Ва Тхионго — романист страны. Пишет на английском языке.

## Биография
Из народности кикуйю. Окончил школу в родном городе Ньери, затем учился в Лидском университете. В 1970-х годах работал в представительстве Британского совета в Найроби, а также сотрудничал с французским телевидением и был ассистентом преподавателя в Айовском университете (США). Сменил множество работ, прежде чем целиком занялся литературой. Занят в кино как сценарист, помощник режиссёра и др. (в частности, работал с Сидни Поллаком над фильмом Из Африки, Майклом Рэдфордом над фильмом Белое зло, Майклом Эптедом над фильмом Гориллы в тумане). 
Книги писателя переведены на немецкий, французский, голландский, шведский, датский, польский, чешский, корейский языки. Художественный стиль Мванги сложился под влиянием западноевропейского реализма и натурализма. Ранние романы автора «Жертва для гончих псов» (1974) и «Вкус смерти» (1975) о повествуют о борьбе за независимость, в частности о восстании мау-мау. В центре романов «Убей меня быстро» (1973), «Улица Ривер-роуд» (1976), «Тараканий танец» (1979), «Возвращение Чаки» (1989), «Последнее наказание» (2000), «Кровные братья» (2009) —  социальные проблемы страны жизнь угнетённых, бедных, безработных, деклассированных элементов. Также среди произведений автора — детективы («Часовые саванны», 1979), детская литература, эссе, рассказы и стихотворения.

## Произведения
- Убей меня быстро / Kill Me Quick (1973, премия Джомо Кениаты — первый её лауреат, рус. пер. 1979, «Неприкаянные»)
- Жертва для гончих псов / Carcase for Hounds (1974, о восстании мау-мау, рус. пер. 1983)
- Вкус смерти / Taste of Death (1975)
- Улица Ривер-роуд / Going Down River Road (1976, премия Джомо Кениаты, рус. пер. 1979)
- Тараканий танец / The Cockroach Dance (1979, рус. пер. 1983)
- Часовые саванны / The Bushtrackers (1979, рус. пер. 1981 «Тени в апельсиновой роще», 1983 «Часовые саванны»)
- Смертельное сафари / Assassins on Safari (1983, под псевдонимом Дэвид Дучи (David Duchi))
- Хлеб скорби / Bread of Sorrow (1987, почетное упоминание премии Нома)
- The Return of Shaka (1989)
- Weapon of Hunger (1989)
- Striving for the Wind (1990)
- The Last Plague (2000, премия Джомо Кениаты, номинация на Дублинскую литературную премию)
- Mountain of Bones (2001)
- The Boy Gift (2006)
- Mama Dudu, the Insect Woman (2007)
- Baba Pesa (2007)
- The Big Chiefs (2007)
- Gun Runner (2007)
- Власть / Power (2009)
- Братья по крови / Blood Brothers (2009)

## Публикации на русском языке
- Неприкаянные. Перевод с англ. и вступление К.Чугунова. // Иностранная литература. 1977. № 2,3,4.
- Улица Ривер-Роуд. Тараканий танец. М.: Радуга, 1983.
- Современный кенийский детектив (сборник). Дэвид Дучи — Смертельное сафари. М.: Радуга, 1987. Перевод с англ. В. Рамзеса.

## Награды
- Премия Джомо Кениаты в области литературы за книгу «Убей меня быстро» (1974 — англоязычный победитель);
- Премия «Лотос» в области литературы (1978), врученная Ассоциацией афро-азиатских писателей (также известной как Ассоциация писателей стран Азии и Африки)[1];
- Американская библиотечная ассоциация (США) — Премия за выдающиеся детские книги для старшего возраста, «Мальчик Мзунгу» (2006)[2].